# Cho Young-wook
Đây là một tên người Triều Tiên, họ là Cho.
Cho Young-wook (sinh ngày 5 tháng 2 năm 1999) là một cầu thủ bóng đá Hàn Quốc thi đấu ở vị trí tiền đạo cho FC Seoul.

## Sự nghiệp câu lạc bộ
Cho gia nhập FC Seoul vào tháng 1 năm 2018.
Anh ra mắt tại K League 1 trước Jeju United ngày 1 tháng 3 năm 2018.

## Sự nghiệp quốc tế
Cho từng góp mặt trong Đội tuyển bóng đá U-20 quốc gia Hàn Quốc thi đấu tại Giải vô địch bóng đá U-20 thế giới 2017.

## Thống kê sự nghiệp

### Câu lạc bộ
| Thành tích câu lạc bộ | Thành tích câu lạc bộ | Thành tích câu lạc bộ | Giải vô địch | Giải vô địch | Cúp     | Cúp       | Châu lục | Châu lục  | Tổng cộng | Tổng cộng |
| Mùa giải              | Câu lạc bộ            | Giải vô địch          | Số trận      | Bàn thắng    | Số trận | Bàn thắng | Số trận  | Bàn thắng | Số trận   | Bàn thắng |
| Hàn Quốc              | Hàn Quốc              | Hàn Quốc              | Giải vô địch | Giải vô địch | Cúp KFA | Cúp KFA   | Châu Á   | Châu Á    | Tổng cộng | Tổng cộng |
| --------------------- | --------------------- | --------------------- | ------------ | ------------ | ------- | --------- | -------- | --------- | --------- | --------- |
| 2018                  | FC Seoul              | K League 1            | 1            | 0            | 0       | 0         | 0        | 0         | 1         | 0         |
| Tổng                  | Hàn Quốc              | Hàn Quốc              | 1            | 0            | 0       | 0         | 0        | 0         | 1         | 0         |
| Tổng cộng sự nghiệp   | Tổng cộng sự nghiệp   | Tổng cộng sự nghiệp   | 1            | 0            | 0       | 0         | 0        | 0         | 1         | 0         |

### Bàn thắng quốc tế
Bàn thắng và kết quả của Hàn Quốc được để trước.
| #  | Ngày                | Địa điểm                                          | Đối thủ | Bàn thắng | Kết quả | Giải đấu |
| -- | ------------------- | ------------------------------------------------- | ------- | --------- | ------- | -------- |
| 1. | 21 tháng 1 năm 2022 | Khu liên hợp thể thao Mardan, Antalya, Thổ Nhĩ Kỳ | Moldova | 4–0       | 4–0     | Giao hữu |